# Relaciones Armenia-Uruguay
Las relaciones armenio-uruguayas son las relaciones bilaterales entre la República de Armenia y la República Oriental del Uruguay. Ambas naciones mantienen relaciones amistosas, cuya importancia radica en la notable comunidad armenia que alberga Uruguay, estimada en aproximadamente 16.000 a 20.000 personas.

## Historia

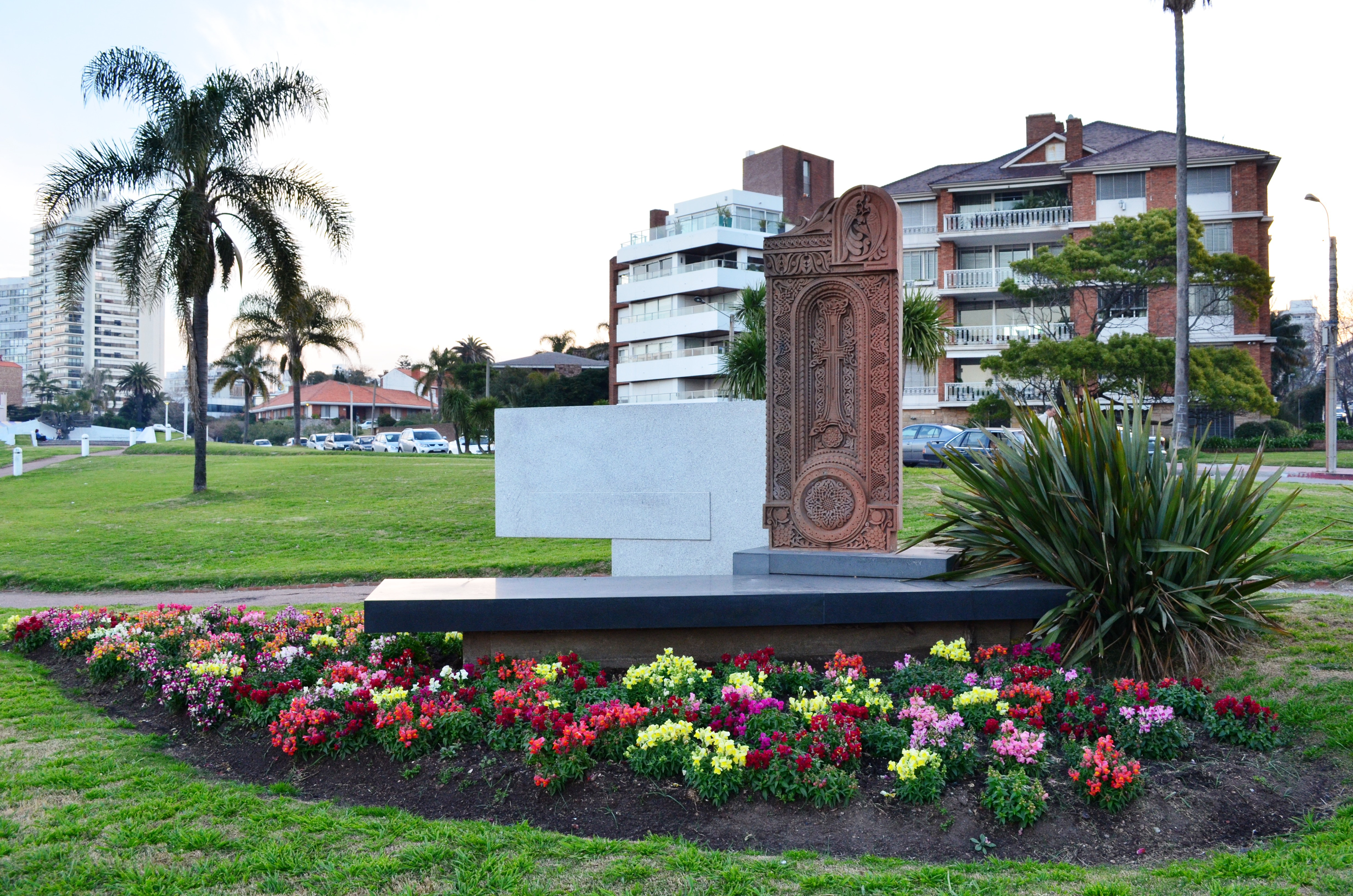
Cruz-armenia (Jachkar) en Plaza Armenia en Montevideo.

Los primeros armenios que llegaron a Uruguay tuvieron lugar a finales del siglo XIX. Entre 1920 y 1930, grandes oleadas de armenios llegaron a la nación, muchos habiendo sobrevivido al genocidio armenio llevado a cabo por el Imperio Otomano. En 1939, el Capítulo de AGBU Uruguay abrió sus oficinas en Montevideo. El 20 de abril de 1965, Uruguay se convirtió en la primera nación del mundo en reconocer oficialmente el genocidio armenio.
El 26 de diciembre de 1991, Armenia recuperó la independencia después de la disolución de la Unión Soviética. El 27 de mayo de 1992, Armenia y Uruguay establecieron relaciones diplomáticas. En junio de 1992, el presidente armenio, Levon Ter-Petrosyan, realizó una visita oficial a Uruguay. En febrero de 1997, Uruguay abrió un consulado honorario en Ereván. En mayo de 2012, el canciller uruguayo, Luis Almagro Lemes, realizó una visita oficial a Armenia, el máximo funcionario uruguayo para visitar la nación.
En diciembre de 2021, Uruguay abrió una embajada residente en Ereván. En 2023, Armenia abrió una embajada en Montevideo.

## Visitas de alto nivel
Visitas de alto nivel de Armenia a Uruguay
- Presidente Levon Ter-Petrosyan (1992)
- Ministro de Relaciones Exteriores Vartan Oskanian (2000)
- Presidente Robert Kocharyan (2002)
- Presidente Serzh Sargsyan (2014)
- Presidente Vahagn Jachaturián (2023)[10]
- Ministro de Relaciones Exteriores Ararat Mirzoyan (2024)[11]
- Presidente Vahagn Jachaturián (2025)[12]

Visitas de alto nivel del Uruguay a Armenia
- Suministro de Relaciones Exteriores Carlos Perez del Castillo (1997)
- Ministro de Relaciones Exteriores Luis Almagro (2012)
- Ministro de Relaciones Exteriores Rodolfo Nin Novoa (2019)[13]
- Ministro de Relaciones Exteriores Francisco Bustillo (2021)[14]

## Relaciones bilaterales
Armenia y Uruguay han firmado numerosos acuerdos bilaterales desde el establecimiento de las relaciones diplomáticas entre ambas naciones en 1992, como un Acuerdo para el establecimiento de régimen de exención de visados con respecto a los titulares de pasaportes diplomáticos y de servicio; Acuerdo sobre la cooperación en el ámbito de la cultura; Acuerdo sobre la cooperación en el ámbito de la sanidad y la medicina; Acuerdo sobre estímulo y protección mutua de las inversiones; Acuerdo sobre la eliminación de la obligación de visado para los titulares regulares de pasaportes y un Acuerdo de cooperación económica.

## Misiones diplomáticas
- Armenia tiene una embajada en Montevideo.
- Uruguay tiene una embajada en Ereván.